# Kossi
Kossi is een van de 45 provincies van Burkina Faso. De hoofdstad is Nouna.

## Geografie
Kossi heeft een oppervlakte van 7.324 km² en ligt in de regio Boucle du Mouhoun. De provincie grenst in het oosten en het noorden aan Mali.
De provincie is onderverdeeld in 8 departementen: Barani, Bomborokui, Djibasso, Dokui, Doumbala, Kombori, Madouba en Nouna.

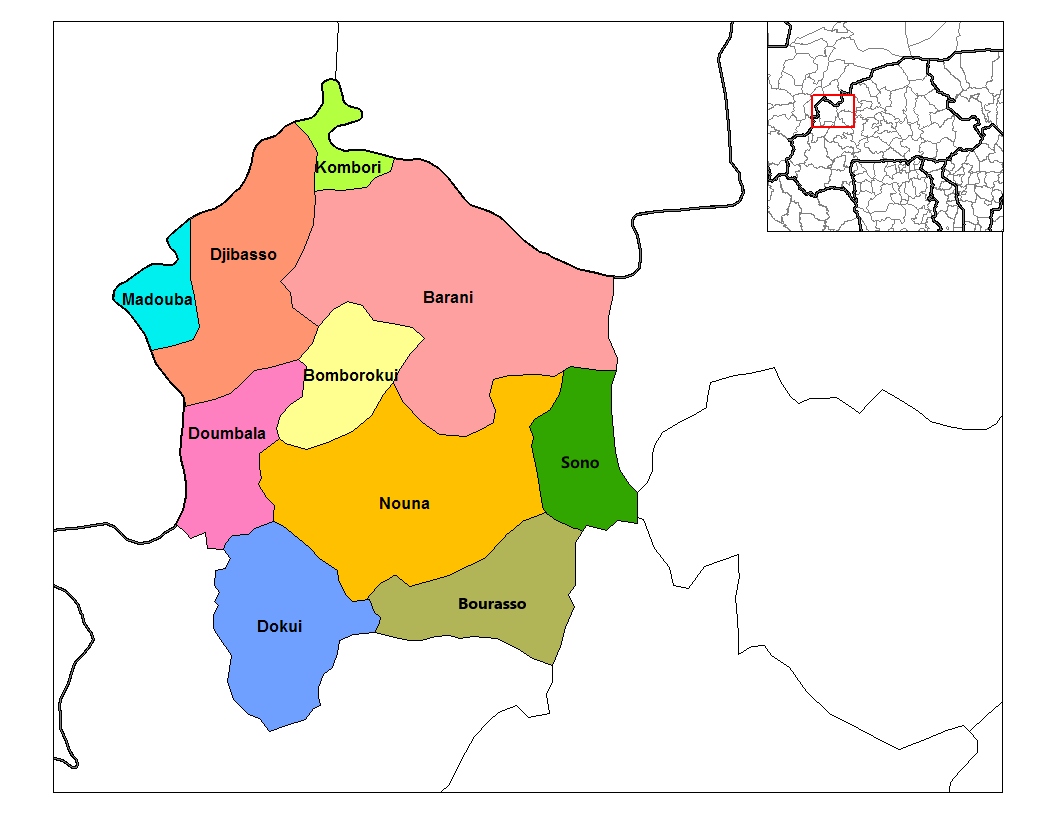
Departementen van Kossi

## Bevolking
In 1996 leefden er 230.693 mensen in de provincie. In 2019 waren dat naar schatting 357.000 mensen.
Een meerderheid van de bevolking bestaat uit Fulbe en is moslim.
Balé · Bam · Banwa · Bazéga · Bougouriba · Boulgou · Boulkiemdé · Comoé · Ganzourgou · Gnagna · Gourma · Houet · Ioba · Kadiogo · Kénédougou · Komondjari · Kompienga · Kossi · Koulpélogo · Kouritenga · Kourwéogo · Léraba · Loroum · Mouhoun · Nahouri · Namentenga · Nayala · Noumbiel · Oubritenga · Oudalan · Passoré · Poni · Sanguié · Sanmatenga · Séno · Sissili · Soum · Sourou · Tapoa · Tuy · Yagha · Yatenga · Ziro · Zondoma · Zoundwéogo